# National Air and Space Museum
National Air and Space Museum (Narodowe muzeum lotnictwa i przestrzeni kosmicznej) – muzeum w Waszyngtonie, część Instytutu Smithsona. Początkowo nosiło nazwę National Air Museum i zostało utworzone z inicjatywy prezydenta Harry'ego Trumana w 1946. W 1966 prezydent Lyndon B. Johnson podpisał ustawę, która zmieniła nazwę muzeum na National Air and Space Museum, aby upamiętnić rozwój lotnictwa i lotów kosmicznych. W 1971 zdecydowano na przeniesienie muzeum i ostatecznie w nowej lokalizacji muzeum otworzono 1 lipca 1976.
Muzeum posiada dwa oddziały otwarte dla zwiedzających  – pierwszy znajdujący się w National Mall służący jako główna siedziba muzeum, drugi Steven F. Udvar-Hazy Center znajdujący się na terenie portu lotniczego Waszyngton-Dulles o powierzchni 7,1 ha.
Posiada największą na świecie kolekcję eksponatów statków powietrznych oraz kosmicznych. W 2018 muzeum odwiedziło 6,2 miliona zwiedzających, co czyniło go piątym tego typu obiektem na świecie i drugim w Stanach Zjednoczonych.

## Obiekty muzeum
Muzeum posiada dwa obiekty wystawowe oraz oddzielny obiekt poświęcony restauracji eksponatów. Główny budynek muzeum zlokalizowany jest w centrum Waszyngtonu, przy National Mall. Otwarta w lipcu 1976 roku placówka jest jedną z głównych atrakcji turystycznych miasta. Poza licznymi kolekcjami eksponatów znajdują się tam również kino IMAX (Lockheed Martin IMAX Theater) wyświetlające filmy związane z tematyką muzeum oraz planetarium imienia Alberta Einsteina (Albert Einstein Planetarium).
W grudniu 2003 roku muzeum otworzyło aneks, Centrum im. Stevena F. Udvara-Hazy'ego (Steven F. Udvar-Hazy Center), który zlokalizowany jest w pobliżu lotniska Dullesa w miejscowości Chantilly w stanie Wirginia.
Muzeum posiada również specjalny ośrodek do konserwacji, odnowy i przechowywania swoich eksponatów (Paul E. Garber Preservation, Restoration, and Storage Facility). Składająca się z 32 budynków placówka jest położona w miejscowości Suitland w stanie Maryland. Mimo że w przeszłości placówka była otwarta dla publiczności, obecnie jest ona niedostępna, a większość jej eksponatów została przewieziona do aneksu w Wirginii.

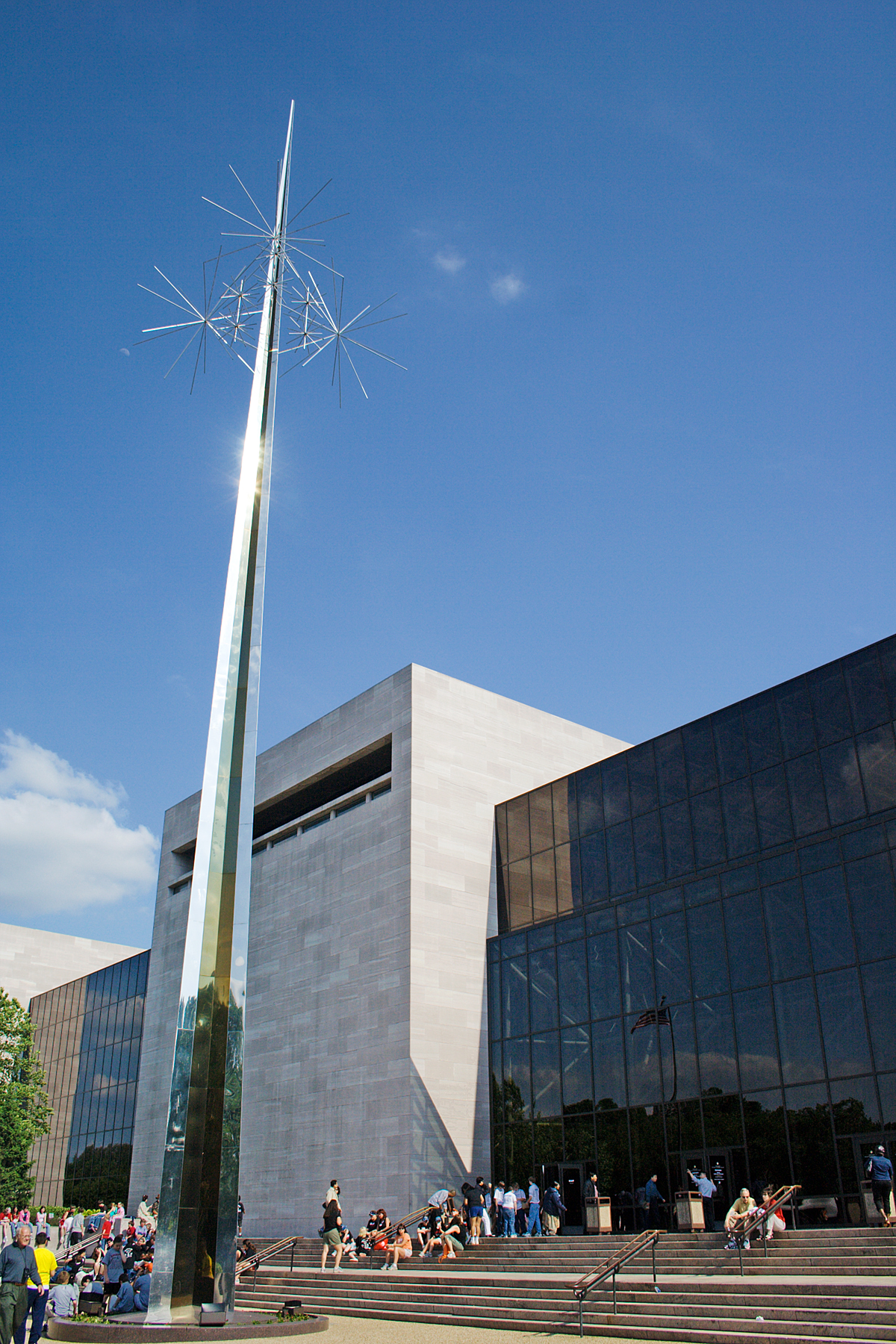
Budynek National Air and Space Museum

## Eksponaty
Dzięki otwarciu aneksu w Wirginii, muzeum jest w stanie udostępnić dla publiczności około 80% z około 50 tysięcy swoich eksponatów. Po wejściu do głównego budynku muzeum turyści mogą dotknąć jednej ze skał księżycowych przywiezionych przez astronautów z misji Apollo 17. Wśród pozostałych eksponatów w głównym budynku muzeum znajdują się między innymi:
- pierwszy na świecie samolot silnikowy Flyer I skonstruowany w 1903 roku przez braci Wright.
- samolot Spirit of St. Louis, którym amerykański pilot Charles Lindbergh w 1927 dokonał pierwszego samotnego przelotu bez międzylądowań z Ameryki Północnej do Europy.
- eksperymentalny samolot Bell X-1, w którym 14 października 1947 roku amerykański pilot Chuck Yeager jako pierwszy przekroczył barierę dźwięku.
- zbudowana z oryginalnych komponentów zdobytych w czasie II wojny światowej niemiecka rakieta V2.
- kapsuła Friendship 7, w której astronauta John Glenn jako pierwszy Amerykanin wykonał lot orbitalny.
- kapsuła Gemini IV, z której astronauta Edward Higgins White jako pierwszy Amerykanin wykonał spacer kosmiczny.
- moduł dowodzenia (orbitalny) Columbia z misji Apollo 11, podczas której miało miejsce pierwsze lądowanie człowieka na Księżycu.
- oryginalny model statku kosmicznego USS Enterprise, używany w produkcji serialu science-fiction Star Trek.
- pierwszy prywatny załogowy statek kosmiczny SpaceShipOne.
- satelita Vanguard TV3, który przetrwał nieudany start.
- replika figurki Poległy astronauta wraz z tablicą, umieszczonej na powierzchni Księżyca w 1971.
- samolot odrzutowy dalekiego zasięgu Horten Ho 229 typu latające skrzydło.

Ponadto, w aneksie w Wirginii znajdują się między innymi:
- bombowiec strategiczny B-29 o kryptonimie Enola Gay, z którego w dniu 6 sierpnia 1945 roku zrzucono na Hiroszimę bombę atomową Little Boy.
- samolot dalekiego zwiadu strategicznego SR-71 Blackbird.
- prom kosmiczny Discovery.
- ponaddźwiękowy samolot pasażerski Concorde.
- samolot Virgin Atlantic GlobalFlyer, w którym w 2005 roku Steve Fossett wykonał samotny lot non-stop dookoła świata.

Poza wymienionymi eksponatami wielkogabarytowymi dla zwiedzających udostępnionych jest wiele mniejszych zabytków związanych z lotnictwem, między innymi trzecia statuetka pucharu Gordona Bennetta ufundowana przez Henry'ego Forda. Tenże puchar został zdobyty przez USA na własność w 1932 roku podczas XX Pucharu Gordona Bennetta.